# 도요카와촌 (아키타현 미나미아키타군)
도요카와촌(豊川村)은 아키타현 미나미아키타군에 있던 촌이다. 본 항목에서는 1942년까지 이 지역에 있었던 도요카와촌에 대해서도 설명한다. 

## 역사
- 1889년 4월 1일 - 정촌제 시행에 의해 6개 촌의 구역을 구성하여 도요카와촌 (제1차)이 성립하였다.
- 1942년 4월 1일 - 쇼와정과 합병해 새로운 쇼와정이 성립하였다. 동일 도요카와촌 (제1차)은 폐지되었다.
- 1950년 7월 1일 - 쇼와정으로부터 도요카와촌 지역이 분리되어 도요카와촌 (제2차)이 성립하였다.
- 1956년 9월 30일 - 다시 쇼와정과 합병해, 새로운 쇼와정이 성립하였다. 동일 도요카와정 (제2차)은 폐지되었다.

## 교통

### 도로
현재는 아키타 자동차도, 국도 7호 쇼와 이다가와 나들목이 구 촌역을 통과하지만, 당시는 미개업.